# Sečovská Polianka
Sečovská Polianka (in ungherese Szécsmező) è un comune della Slovacchia facente parte del distretto di Vranov nad Topľou, nella regione di Prešov.